# Carlos Trillo
Carlos Trillo (Buenos Aires, 1 de mayo de 1943 - Londres, 8 de mayo de 2011) fue un escritor y guionista de historietas argentino. Colaboró de forma notable con numerosos dibujantes y artistas argentinos e internacionales como Alberto Breccia, Enrique Breccia, Domingo Mandrafina, Horacio Altuna, Juan Jiménez, Carlos Meglia, Eduardo Risso, Ernesto García Seijas, Jordi Bernet, entre otros.
Trillo es mundialmente conocido como el cocreador y guionista de populares comic como  Las puertitas del Sr. López, El Loco Chávez, Alvar Mayor, Cybersix... 
Recibió dos veces el prestigioso premio Yellow Kid al Mejor Autor Internacional en 1978 y 1996, y el premio al Mejor Guion del Festival Internacional de la Historieta de Angulema en 1999. Es considerado como uno de los más destacados e importantes escritores de historieta y cómics de Argentina.

## Biografía

### Inicios
Carlos Trillo comenzó su labor profesional en 1963 y al año siguiente entró a trabajar en la revista Patoruzú (en la que colaboró hasta 1968) y luego en la editorial de García Ferré, escribiendo para esta última cuentos y notas de estilo periodístico, además de guiones para las series de historietas Hijitus, Anteojito y Antifaz, El Inspector Antifaz y Zanzíbar Joe, Topo Gigio y La Familia Panconara, entre otras.
En 1972 ingresó a la revista de humor Satiricón, donde trabajó junto a Oswal, Horacio Altuna y Lito Fernández.

### Madurez artística y popularidad
En 1975 pasó a la revista Mengano, en la que colaboró desde el número uno con Altuna y realizó Un tal Daneri junto a Alberto Breccia. Con el hijo de Alberto, Enrique Breccia, realizó entre 1977 y 1982 Alvar Mayor, publicada íntegramente en la revista Skorpio de Argentina y también en Italia, España y Francia.
Junto a Horacio Altuna, Carlos Trillo fue el creador de la popular tira cómica El Loco Chávez que se publicó diariamente en el diario Clarín de Buenos Aires entre el 26 de julio de 1975 y el 10 de noviembre de 1987. El protagonista, Chávez, es un periodista que a través de sus aventuras narra el día a día que vive el país, con los conflictos sociales, los vaivenes económicos, soportando el malhumor de su jefe Balderi (una caricatura del verdadero jefe de redacción del diario), su enamoramiento de Pampita, una morocha de la que se enamoraron todos los hombres de Buenos Aires, y amigos como Malone, otro descarriado como Chávez. 
El Loco Chávez pronto estuvo a la altura de las historias humorísticas de esa página y, en realidad, era como un seleccionado de fútbol que funcionaba a la perfección, ganándole un partido a los lectores todas las mañanas. Hay que agregar que Clarín vendía una cantidad enorme de ejemplares y crecía, y que la censura que siguió después agigantó los pequeños mensajes de las historietas. Luego, Trillo explicó sobre una de sus frases: «“Che, qué cara está la lechuga en el mercado” era tomado casi como una proclama subversiva.» Además era hincha de Racing Club (al igual que Altuna), lo que le daba un aire romántico, de defensor de causas perdidas, que Trillo aprovechaba en el buen sentido «...andaba muy mal en las tablas de posiciones siendo un club con enorme cantidad de seguidores. Entonces, este sufrimiento por Racing, que tantos compartían, fue un gran condimento para la historia». Cuando se anunció la cancelación de la tira, en la tribuna de Racing se cantaba «El Loco no se va».
Altuna y Trillo extendieron luego su colaboración a diversas historietas, siendo entre ellas la más renombrada Las puertitas del Sr. López, que apareció por primera vez en la revista de cuentos de ciencia ficción y antología El Péndulo en octubre de 1979, y luego en la revista Humor a partir de 1980. El protagonista, López, es un oficinista cobarde e incapaz de rebelarse, que ingresa a otros mundos traspasando puertas (siempre las de un baño), pero siempre regresa a su realidad. Realizada y publicada en plena última dictadura cívico-militar argentina (1976-1983), Horacio Altuna contó sobre la misma: "La historia trataba de un tipo muy pusilánime; era una visión de la Argentina bajo la dictadura." Llevada al cine en el año 1988 y también titulada Las puertitas del Sr. López, la película obtuvo el Gran Premio en el Festival Chaplín del Humor en Vevey, Suiza.
Ya en el año 1982, Altuna y Trillo publican El último recreo en la revista española 1984. En Argentina la serie comenzó a publicarse en Superhumor, que editó tres episodios, para luego continuar en Fierro, a partir del N.º 7. El argumento de la obra es que tras la explosión de una bomba que elimina únicamente a aquellos que han alcanzado la madurez sexual, los niños, únicos sobrevivientes, deben arreglárselas para sobrevivir en un mundo sin adultos. No tardan en aparecer los vicios de los adultos, y afloran el egoísmo y la violencia, a medida que se pierde la inocencia.
Desde septiembre de 1987 y hasta septiembre de 1993 Trillo escribió la tira diaria de historietas El Negro Blanco, cocreada y desarrollada junto al dibujante Ernesto García Seijas. La misma representó una especie de secuela y continuidad de El Loco Chávez, ambientada en el mismo universo de ficción y publicada también en las páginas de Clarín. Aunque la historia principal llegó a completarse, El Negro Blanco nunca llegó a ser tan popular como El Loco Chávez.
Con Lucas Varela, Trillo firmó su último gran trabajo, El Síndrome Guastavino, una novela gráfica oscura y fascinante, sobre la represión ilegal en Argentina, que fue candidata a mejor historieta de 2008 en el prestigioso festival de Anguleme (Francia).

### La aventura editorial y últimos años
Fundó El Globo Editor, que lanzó las revistas Puertitas (1989) y Puertitas Supersexy (1992).
Junto a Jordi Bernet y Eduardo Maicas hicieron Clara de noche, historieta cómica semanal, publicada por El Jueves en España y Página/12 en Argentina. La historieta narra la vida cotidiana de una prostituta que, además, debe criar un hijo. El autor contó que Clara de noche surgió cuando el editor le solicitó que le llevase «un personaje de puta madre».
Entre el 28 de abril de 2002 y el 6 de septiembre de 2003 se publicó en el diario Clarín su tira de historietas CaZados, junto a O'kif.
Falleció inesperadamente en Londres el 7 de mayo de 2011, tras sufrir una descompensación cardíaca mientras se encontraba en un viaje de vacaciones junto a su esposa. Estaba casado con la escritora argentina Ema Wolf, con quien tuvo dos hijos.

## Obras
Historietística
| Año                     | Título                                                                   | Dibujante                  | Tipo                           | Publicación                               |
| ----------------------- | ------------------------------------------------------------------------ | -------------------------- | ------------------------------ | ----------------------------------------- |
| 1975                    | Un tal Daneri                                                            | Alberto Breccia            | Serie de 8 episodios           | Mengano                                   |
| 26/06/1975 a 10/11/1987 | El Loco Chávez                                                           | Horacio Altuna             | Tira de prensa                 | Clarín                                    |
| 1976                    | El buen dios                                                             | Enrique Breccia            |                                |                                           |
| 1976-1978               | Detective's Studio                                                       | Pérez d´Elias              |                                | Skorpio                                   |
| 1976-1978               | Nadie                                                                    | Alberto Breccia            | Serie de 14 episodios          | Ediciones Récord                          |
| 1977                    | Foster de las Islas                                                      | Víctor H. Arias            |                                | Skorpio                                   |
| 1977-1982               | Alvar Mayor                                                              | Enrique Breccia            |                                | Skorpio                                   |
| 06/1978                 | Kangaroo O'Neil                                                          | Félix Saborido             | Serie de 1 episodio (truncada) | Pif-Paf N.º 29                            |
| 1978-1981               | El peregrino de las estrellas                                            | Enrique Breccia            |                                |                                           |
| 1979-1981               | Ciclo Cuentos Infantiles                                                 | Alberto Breccia            | Serie de 5 episodios           | El Péndulo, Hurra, Superhum®              |
| 1979                    | Los viajes de Marco Mono                                                 | Enrique Breccia            | Serie                          | El Péndulo, Humor                         |
| 10/1979                 | Las puertitas del Sr. López                                              | Horacio Altuna             | Serie                          | El Péndulo                                |
| 1980                    | Laura Holmer                                                             | Horacio Altuna             |                                | Skorpio Extra, Libro de Oro 2             |
| 1980                    | Oro blanco                                                               | Enrique Breccia            |                                | Cimoc                                     |
| 1980                    | Los enigmas del P.A.M.I.                                                 | Enrique Breccia            |                                | Superhum®                                 |
| 1980-1981               | El Extraño Juicio a Roy Ely                                              | Juan Giménez               |                                |                                           |
| 1980-1981               | Polución nocturna                                                        | Alberto Dose               | Serie de 4 episodios           | Superhum®                                 |
| 06/1981                 | Merdichesky                                                              | Horacio Altuna             | Serie                          | Superhum®                                 |
| 1981                    | El planeta del exilio                                                    | Alberto Dose               | Historieta autoconclusiva      | Superhum®                                 |
| 11/1981 a 04/1982       | Los Misterios de Ulises Boedo                                            | Domingo Roberto Mandrafina |                                | Superhum®                                 |
| 1981-1982               | Buscavidas                                                               | Alberto Breccia            | Serie de 14 episodios          | Superhum®                                 |
| 1981-1983               | Historias mudas                                                          | Domingo Roberto Mandrafina |                                |                                           |
| 1982                    | La leyenda de las cuatro sombras                                         | Fernando Fernández         |                                |                                           |
| 1982                    | Tierra de monstruos                                                      | Gustavo Trigo              |                                |                                           |
| 1982                    | Toh-Or                                                                   | Alberto Dose               | Serie de 3 episodios           | Superhum®                                 |
| 11/1982 a 03/1983       | Nuestro hombre en Banana                                                 | Félix Saborido             | Serie de 4 episodios           | Superhum® N.º 22 a 25 (nov. 82-mar. 83)   |
| 1983                    | Viajero de Gris                                                          | Alberto Breccia            | Serie de 6 episodios           | Skorpio                                   |
| 11 a 12/1983            | Matando el tiempo                                                        | Félix Saborido             | Historia autoconclusiva        | Tiras de Cuero 1 y 2                      |
| 11 a 12/1983            | Memoria del viejo mundo                                                  | Alberto Dose               | Serie de 3 episodios           | Tira de Cuero                             |
| 1983-1984               | El último recreo                                                         | Horacio Altuna             |                                | 1984                                      |
| 1984                    | Piñón Fijo                                                               | Domingo Roberto Mandrafina |                                | Superhum®                                 |
|                         | Tragaperras                                                              | Horacio Altuna             |                                | Zona 84                                   |
|                         | Charlie Moon                                                             | Horacio Altuna             |                                |                                           |
| 1985                    | Custer                                                                   | Jordi Bernet               |                                | Zona 84                                   |
| 8/1986                  | El reino azul                                                            | Enrique Breccia            | Historia autoconclusiva        | Fierro N° 12                              |
| 9/1986                  | El Corto en: Si se trata de elegir...                                    | Félix Saborido             | Historia autoconclusiva        | O No, el arte narrativo en cuadritos N° 1 |
| 1986                    | Basura                                                                   | Juan Giménez               |                                |                                           |
|                         | Husmeante                                                                | Domingo Roberto Mandrafina | Serie                          | Don, Fierro                               |
| 10/1987 a 04/1988       | Peter Kampf, lo sabía                                                    | Domingo Roberto Mandrafina | Serie                          | Fierro                                    |
| 1987                    | Light & Bold                                                             | Jordi Bernet               |                                |                                           |
| 1987-1994               | El Negro Blanco                                                          | Ernesto García Seijas      | Tira de prensa                 | Clarín                                    |
|                         | Flopi                                                                    | Ernesto García Seijas      | Tira de prensa                 | Clarín                                    |
| 1988-1991               | Fúlu                                                                     | Eduardo Risso              |                                |                                           |
| 12/1989                 | Loco por el jazz                                                         | Félix Saborido             | Historia autoconclusiva        | Puertitas N.º 1                           |
| 1989-1990               | Cosecha Verde (conocido en España como La Gran Farsa)                    | Domingo Roberto Mandrafina |                                |                                           |
| 1989-1991               | Irish Cofee                                                              | Carlos Meglia              |                                |                                           |
| 1990                    | Big Bang                                                                 | Carlos Meglia              | Serie de 3 episodios           | Puertitas                                 |
| 1990                    | Ivan Piire                                                               | Jordi Bernet               | Serie                          | Splatter                                  |
| 1990                    | Recuerdos de la Luna                                                     | Alejandro O'Kif            |                                |                                           |
| 1990                    | Hyter de Flok                                                            | Horacio Domingues          |                                |                                           |
| 1990-1992               | Boy vampiro                                                              | Eduardo Risso              |                                |                                           |
| 05/1990                 | Un policía con pocas luces                                               | Félix Saborido             | Historia autoconclusiva        | Puertitas N.º 4                           |
| 08/1990                 | El hombre que deseaba demasiado                                          | Félix Saborido             | Historia autoconclusiva        | Puertitas N.º 6                           |
| 09/1990                 | Náufragos                                                                | Enio                       | Historieta autoconclusiva      | Puertitas N.º 7                           |
| 09/1990                 | El tapero del terror                                                     | Enio                       | Historieta autoconclusiva      | Puertitas Terror N.º 3                    |
| 1991                    | Grogro                                                                   | Horacio Domingues          |                                | Puertitas                                 |
| 1991                    | Looking for Hoover                                                       | Jorge Zaffino              | Serie de 3 episodios           | Puertitas N.º 14 y 15                     |
| 08/1991                 | Zandunga                                                                 | Félix Saborido             |                                | Puertitas N.º 16                          |
| 1991-1993               | Dragger                                                                  | Domingo Roberto Mandrafina |                                |                                           |
| 1992-2011               | Clara de noche (junto a Eduardo Maicas)                                  | Jordi Bernet               | Serie                          | El Jueves                                 |
| 1992                    | Video Noire                                                              | Eduardo Risso              |                                |                                           |
| 1992                    | Leticia imagina                                                          | Alejandro O'Kif            | Serie de 11 episodios          | Puertitas y Puertitas Súper Sexy          |
| 1992-1997               | Cybersix                                                                 | Carlos Meglia              | Serial                         | Eura Editoriale                           |
| 09/1992                 | ¿Nevada fatal sobre Buenos Aires?                                        | Félix Saborido             | Historia autoconclusiva        | Puertitas N.º 28                          |
|                         | Rata cruel (parodia de Disney)                                           | Félix Saborido             | Historia autoconclusiva        |                                           |
| 1993-1995               | Borderline                                                               | Eduardo Risso              |                                |                                           |
| 1993-1998               | Spaghetti Brothers                                                       | Domingo Roberto Mandrafina | Serie                          | Lanciostory                               |
| 07 a 09/1993            | Danny Cold                                                               | Félix Saborido             | Serie de 8 episodios           | Skorpio (Eura Editoriale)                 |
| 02 a 04/1994            | Doppelkiller                                                             | Enio                       | Serie                          | Nippur Magnum Todo Color y Nippur Magnum  |
| 04-05/1994              | Historia de la vida de Arcabuz                                           | Fabián Slongo              |                                | D'artagnan                                |
| 1997-1998               | Los misterios de la Luna Roja                                            | Eduardo Risso              |                                |                                           |
| 11/01/1999              | Recuerdos que matan                                                      | Jorge Zaffino              | Historieta autoconclusiva      | Lanciostory N° 1                          |
| 26/07/1999              | La culpa es de esa mujer                                                 | Jorge Zaffino              | Historieta autoconclusiva      | Lanciostory N.º 29                        |
| 27/01/2000              | Espejismos sutiles                                                       | Jorge Zaffino              |                                | Skorpio N.º 3                             |
| 2000                    | Zachary Holmes                                                           | Juan Bobillo               | Serial                         |                                           |
| 2001                    | Cicca Dum Dum                                                            | Jordi Bernet               |                                | Penthouse                                 |
| 28/04/2002 a 06/09/2003 | CaZados                                                                  | O'Kif                      | Tira de prensa                 | Clarín                                    |
| 2004                    | Sarna                                                                    | Juan Sáenz Valiente        |                                | Iron Eggs Ediciones                       |
| 2005                    | Sick Bird                                                                | Juan Bobillo               | Serial                         |                                           |
| 2005                    | Chicanos                                                                 | Eduardo Risso              |                                |                                           |
| 2006-2007               | Torni Yo (junto a Eduardo Maicas)                                        | Gustavo Sala               | Serie                          | Genios (Clarín)                           |
| 2007-2008               | El síndrome Guastavino (conocido en España como La herencia del coronel) | Lucas Varela               | Serie                          | Fierro (Página/12)                        |
| 2009                    | Jusepe en Amérique (conocido en Argentina como Jusepe en América)        | Pablo Túnica               | Libro                          | Colección Bayou (Gallimard)               |
| 2010                    | Pizza China                                                              | Cecilia "Gato" Fernández   | Serie                          | Animals (Coniglio Editore)                |
| 2010-2011               | Sasha despierta                                                          | Lucas Varela               | Serie                          | Fierro (Página/12)                        |

Ensayística

## Filmografía

### Cine
- Imaginadores (2008) (entrevistado)
- Ya no hay hombres (1991) (idea original)
- Las puertitas del Sr. López (1988) (autor y guionista)